# HR 857

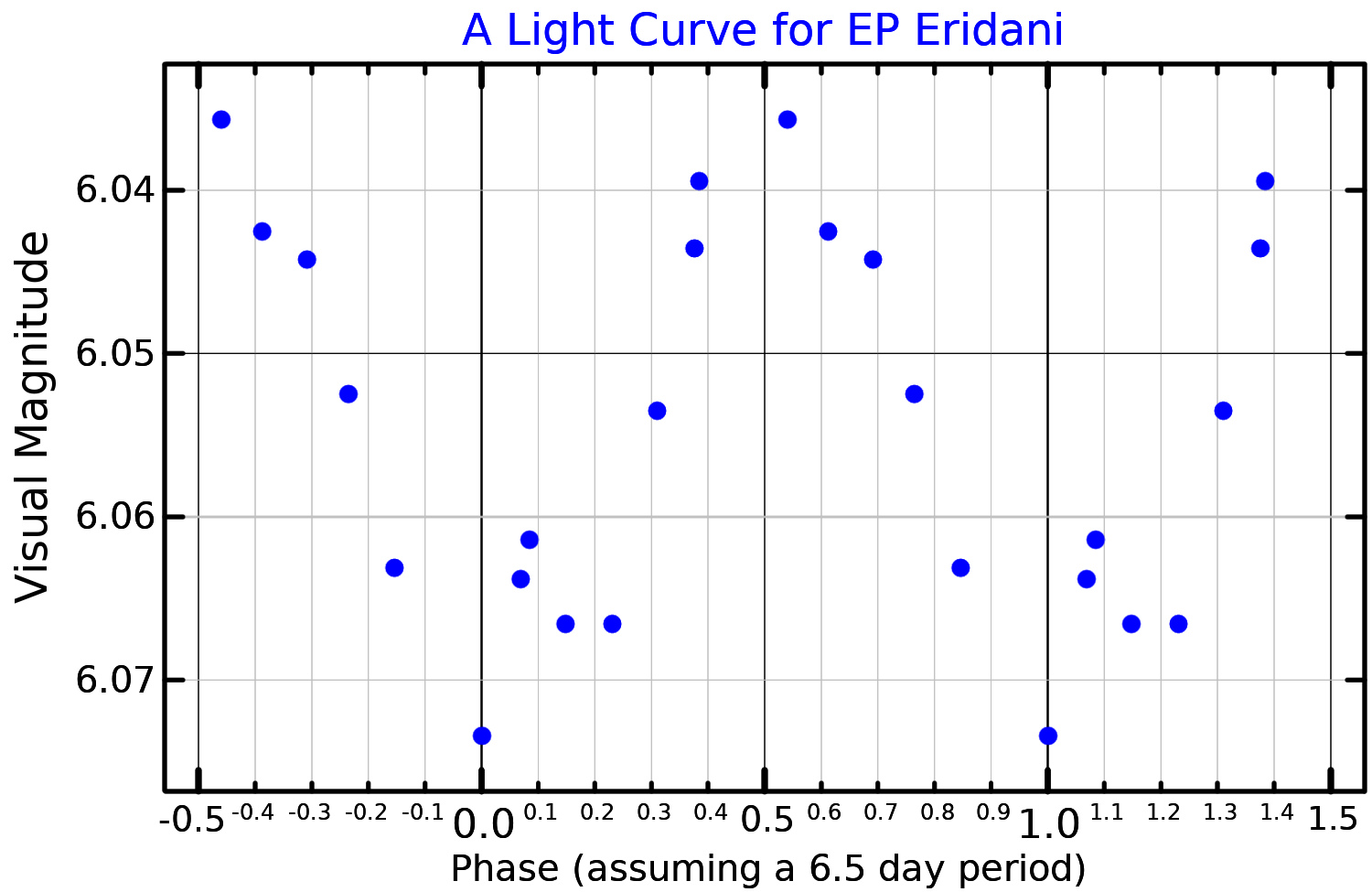
Lichtkromme van HR 857

HR 857 is een oranje dwerg met een spectraalklasse van K1.V. De ster bevindt zich 33,78 lichtjaar van de zon.